# Brodek (Olszowa)
Brodek – część wsi Olszowa (do 31 grudnia 2002 przysiółek) w Polsce, położona w województwie mazowieckim, w powiecie radomskim, w gminie Jastrzębia.